# Sun Yaoting
Sun Yaoting (孫耀庭T, 孙耀庭S, Sūn YàotíngP, Sun Yao-t'ingW; Tientsin, 29 settembre 1902 – Pechino, 17 dicembre 1996) è stato l'ultimo eunuco nella storia della Cina.
Nato da una famiglia contadina di umili origini, aveva solo 8 anni quando fu castrato dal padre per essere inviato come eunuco alla corte dell'imperatore Qing.
Nel 1911 ebbe inizio la rivolta di Wuchang⁷ ed il 1º gennaio 1912 fu proclamata la Repubblica. La corte imperiale non fu smantellata e Pu Yi mantenne la sua residenza alla Città Proibita ed anche il titolo di imperatore, nonostante ormai fosse poco più che un simbolo, conteso dalle potenze che stavano spartendosi il potere in Cina. Questo permise a Yaoting Sun di continuare a lavorare come eunuco di corte.
Sun Yaoting servì fedelmente l'ultimo imperatore anche dopo la fuga di questi da Pechino e l'istituzione del regno fantoccio filo-nipponico del Manciukuò, con lo stesso Pu Yi come sovrano.
Con la Rivoluzione Culturale, gli ultimi eunuchi in vita subirono pesanti discriminazioni, perché additati come figure fortemente negative. Ciò lo portò a ritirarsi a vita religiosa.
Sun Yaoting fu trovato morto nel tempio buddista di Guanghua, a Pechino, all'età di 94 anni.

## Opere dedicate
- L'anziano Sun Yaoting narrò la sua vita allo storico Jia Yinghua, che in seguito pubblicò la sua biografia col titolo de L'ultimo eunuco in Cina, la vita di Sun Yaoting.[2]
- Sun Yaoting è uno dei personaggi riportati fedelmente nel film L'ultimo imperatore di Bernardo Bertolucci.